# Elezioni generali in Uganda del 2011
Le elezioni generali in Uganda del 2011 si tennero il 18 febbraio per l'elezione del Presidente e il rinnovo del Parlamento.

## Risultati

### Elezioni presidenziali
| Candidati            | Partiti                              | Voti      | %     |
| -------------------- | ------------------------------------ | --------- | ----- |
| Yoweri Museveni      | Movimento di Resistenza Nazionale    | 5 428 369 | 68,38 |
| Kizza Besigye        | Forum per il Cambiamento Democratico | 2 064 963 | 26,01 |
| Norbert Mao          | Partito Democratico                  | 147 917   | 1,86  |
| Olara Otunnu         | Congresso del Popolo d'Uganda        | 125 059   | 1,58  |
| Beti Kamya           | Alleanza Federale d'Uganda           | 52 782    | 0,66  |
| Abed Bwanika         | Partito dello Sviluppo del Popolo    | 51 708    | 0,65  |
| Jaberi Bidandi Ssali | Partito Progressista del Popolo      | 34 688    | 0,44  |
| Samuel Lubega        | Indipendente                         | 32 726    | 0,41  |
| Totale               | Totale                               | 7 938 212 | 100   |

### Elezioni parlamentari
| Liste                                | Seggi |
| ------------------------------------ | ----- |
| Movimento di Resistenza Nazionale    | 263   |
| Forum per il Cambiamento Democratico | 34    |
| Partito Democratico                  | 12    |
| Congresso del Popolo d'Uganda        | 10    |
| Partito Conservatore                 | 1     |
| Forum della Giustizia                | 1     |
| Indipendenti                         | 43    |
| Militari                             | 10    |
| Totale                               | 374   |

- Un seggio rimase vacante.